# Борек (Крапковицький повіт)
Борек (пол. Borek) — село в Польщі, у гміні Крапковиці Крапковицького повіту Опольського воєводства.